# 요가학원
"요가학원"은 2009년에 개봉한 대한민국의 영화이다.

## 캐스팅
- 유진 - 효정 역
- 차수연 - 나니 역
- 조은지 - 인순 역
- 박한별 - 성연주 역
- 김혜나 - 유경 역
- 이영진 - 선화 역
- 황승언 - 보라 역
- 이혜상 - 간미희 역
- 최다니엘 - 동훈 역
- 정인기 - 강희중 역
- 반민정 - 은정 역
- 심정우 - 정진 역
- 조덕제 - 조감독 역
- 황하나 - 오은실 역
- 임정운 - 박 피디 역
- 이아진 - 한별 역
- 연보라 - 경숙 역
- 박소영 - 미선 역
- 장리우 - 안내데스크 역
- 윤미 - 요가선생 역
- 오세관 - 카페점원 역
- 오경자 - 늙은여자 역
- 윤진성 - 간미희 목소리 역
- 권성은 - <청춘의 그늘>간미희 목소리 역
- 임채헌 - <청춘의 그늘> 남자배우 목소리 역
- 권성은 - 오은실 목소리 역
- 김보영 - 만트라 소리 역
- 강지훈 - 연주 매니저 목소리 역
- 박수현 - 연주 안티팬 목소리 역
- 이민우 - 인순 면접관 목소리 역
- 정혜진 - 인순 친구 목소리 역
- 이재혁 - 유경 남편 목소리 역
- 윤라녕 - 유경 딸 목소리 역
- 이선호 - 특별출연
- 배중식- 우정출연
- 김승훈 - 우정출연